# 11768 Merrill
11768 Merrill este un asteroid din centura principală de asteroizi.

## Descriere
11768 Merrill este un asteroid din centura principală de asteroizi. A fost descoperit pe 26 martie 1971 la Observatorul Palomar de Cornelis Johannes van Houten, Ingrid van Houten-Groeneveld și Tom Gehrels. Asteroidul prezintă o orbită caracterizată de o semiaxă mare de 3,16 ua, o excentricitate de 0,07 și o înclinație de 9,3° în raport cu ecliptica.